# Чаща (Кемеровская область)
Чаща — деревня в Топкинском районе Кемеровской области. Входит в состав Хорошеборского сельского поселения.

## География
Центральная часть населённого пункта расположена на высоте 202 метров над уровнем моря.

## Население
По данным Всероссийской переписи населения 2010 года, в деревне Чаща проживает 65 человек (31 мужчина, 34 женщины).